# Dichotomius prietoi
Dichotomius prietoi là một loài bọ cánh cứng trong họ Bọ hung (Scarabaeidae).